# Марстранд
Марстранд (швед. Marstrand) — город в Швеции в коммуне Кунгэльв лена Вестра-Гёталанд.
Располагается в 30 км к северо-западу от Гётеборга на островах Марстрандён и Куён. Население города — 1432 человека.
Город издавна является курортом. Важную роль в его экономике играют также туризм, судоходство, рыболовство и судостроение.

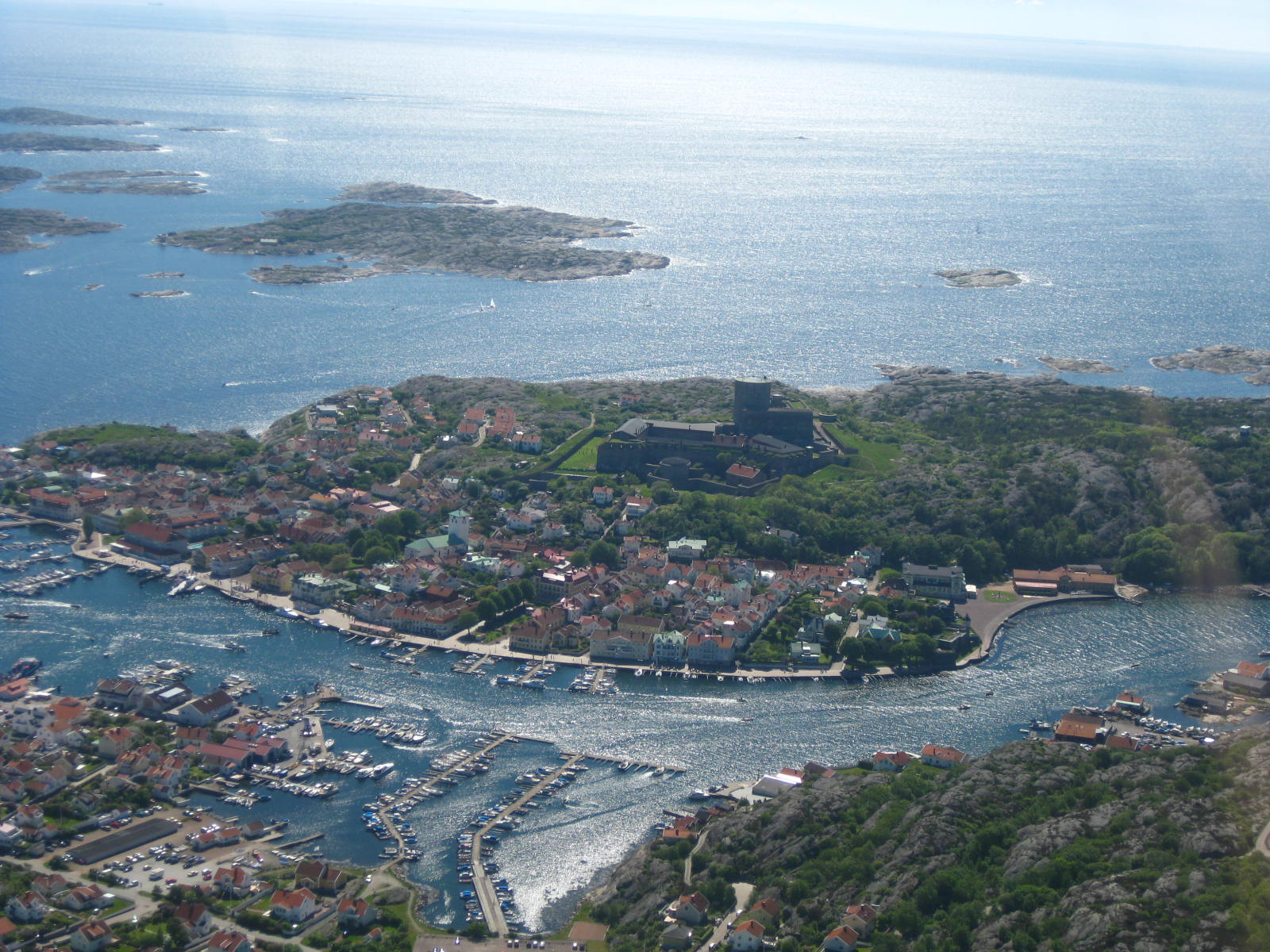
Марстранд

## История
Город возник, видимо, в XIII веке в связи с увеличением добычи сельди в этом районе, который в то время принадлежал Норвегии. После перехода города в 1658 году под власть шведской короны здесь была возведена Карлстенская крепость, которая и поныне господствует над Марстрандом. В ходе войны за Сконе (1675-79) город в 1677 году был захвачен норвежскими частями датской армии. После некоторого застоя в XVII веке экономика Марстранда во второй половине XVIII столетия вновь испытала подъём благодаря пришедшей к его берегам сельди. Подъёму также способствовало и то, что Марстранд в 1775 году был объявлен порто-франко. Тем не менее, в 70-х гг. XVIII века он всё ещё оставался небольшим городком с населением, не превышавшем 1 тысячи человек.
В XIX веке город вновь погрузился в стагнацию, численность население упала. В 1970 году Марстранд являлся самым маленьким городом Швеции. С 1822 года Марстранд стал главным курортным местом на всём западной побережье Швеции. В 1942 году было открыто дорожное сообщение, связавшее город с большой землёй.